# NGC 5990
NGC 5990 је спирална галаксија у сазвежђу Змија која се налази на NGC листи објеката дубоког неба.
Деклинација објекта је + 2° 24' 56" а ректасцензија 15h 46m 16,4s. Привидна величина (магнитуда) објекта NGC 5990 износи 12,3 а фотографска магнитуда 13,2. Налази се на удаљености од 48,3000 милиона парсека од Сунца. NGC 5990 је још познат и под ознакама UGC 10024, MCG 1-40-14, CGCG 50-101, IRAS 15437+0234, PGC 55993.